# 알프레드 카스틀레르
알프레드 카스틀레르(프랑스어: Alfred Kastler, 1902년 5월 3일 - 1984년 1월 7일)은 프랑스의 물리학자이다.

## 생애
그는 알자스의 게브빌레르에서 태어나 알자스의 콜마르에 위치한 바르톨디 고등학교를 졸업했고, 1921년에는 에콜 노르말 쉬페리외르를 졸업했다. 1926년에는 뮐루즈의 고등학교에서 물리학을 가르쳤고, 이후 보르도 대학교에서 일하다가 1941년에 교수가 되었다. 조르주 브뤼아의 요청에 따라 그는 에콜 노르말 쉬페리외르로 직장을 옮겼고, 1952년에 총장이 되었다.
장 브로셀과 함께 그는 빛과 원자간의 상호 작용과 분광학에 관한 연구를 했다. 광학 진동과 자기 진동의 결합에 관한 연구하던 그는 광펌핑 방식을 개발하게 되었다. 이 업적으로 인해 레이저와 메이저의 이론이 완성되게 되었다. 그는 원자의 헤르츠 공명을 연구할 수 있는 광학적 방법을 발견한 공로로 1966년에 노벨 물리학상을 받았다.
1984년 1월 7일에 프랑스의 방돌에서 사망했다.

## 카스틀레-브로셀 연구소
그의 제 2차 세계 대전 이후의 대부분의 연구는 그의 제자였던 장 브로셀과 함께 에콜 노르말 쉬페리외르에서 소규모 그룹 형태로 이루어졌다. 40년동안 이어진 이 연구 그룹은 다수의 젊은 과학자들을 배출해내어 프랑스의 원자 물리학 발전에 큰 공헌을 하였다. 그 공헌으로 헤르츠 분광학 연구소(프랑스어: Laboratoire de Spectroscopie Hertzienne)는 1994년에 카스틀레-브로셀 연구소(프랑스어: Laboratoire Kastle-Brossel)로 이름이 바뀌었고 연구소의 본원은 에콜 노르말 쉬페리외르에, 분원은 피에르와 마리 퀴리 대학교에 두었다.